# Saxifraga fragilis
Saxifraga fragilis är en stenbräckeväxtart. Saxifraga fragilis ingår i Bräckesläktet som ingår i familjen stenbräckeväxter.

## Underarter
Arten delas in i följande underarter:
- S. f. fragilis
- S. f. valentina

## Bildgalleri

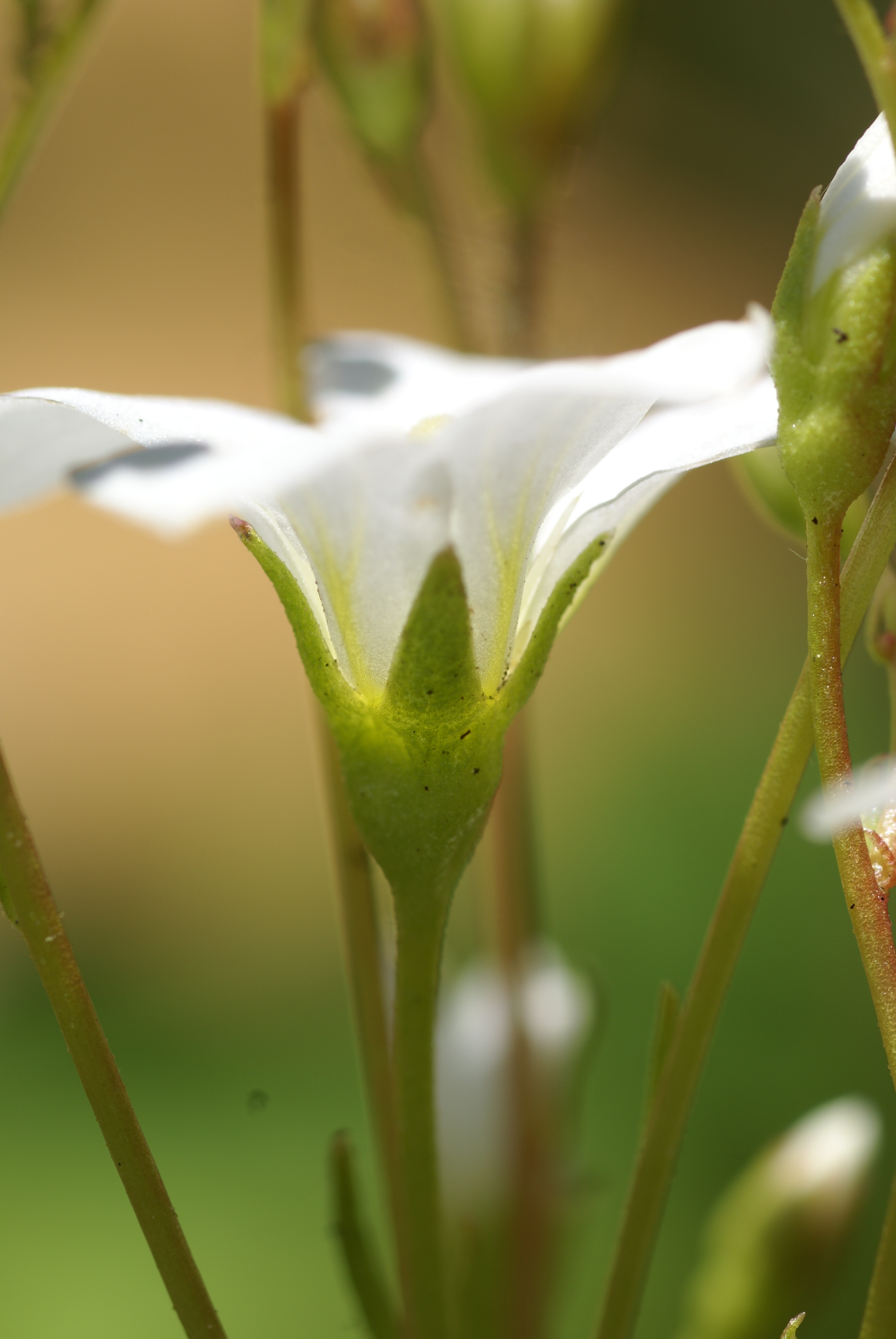
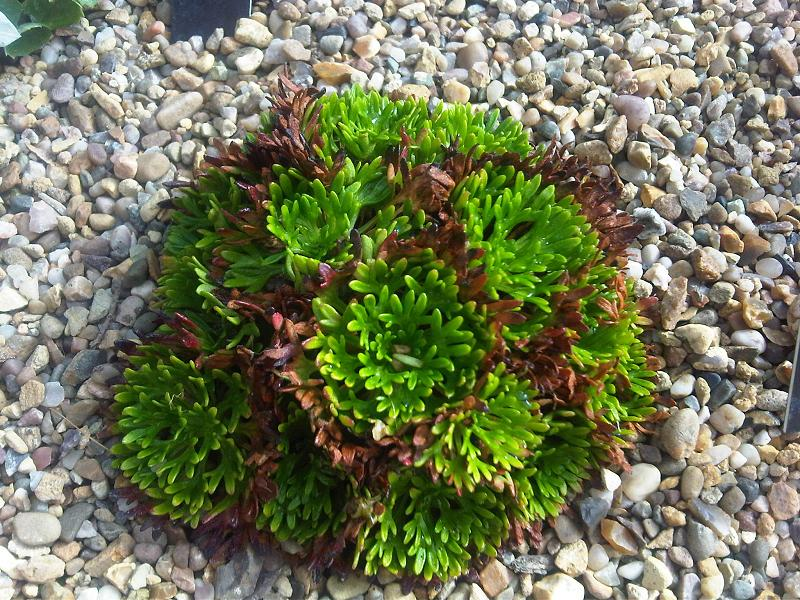